# Strike Anywhere
Strike Anywhere é uma banda de punk rock/hardcore melódico de Richmond, Virgínia, formada em 1999. Após o desaparecimento de Thomas Barnett (vocalista), foi dado o nome da banda pela canção "Strike Anywhere", relatando o caso. Sua música é caracterizada por andamentos rápidos, cativante melodias, e vocais emocionalmente carregados, prestados através de grito e canto. A banda tem recebido maior atenção após seu trabalho aparecer em 3 jogos da série "Tony Hawk's Pro Skater": Tony Hawk's Underground em 2003 ( Refusal), Tony Hawk's American Wasteland em 2005 (Question the Answer), e Tony Hawk's Downhill Jam(The Promise). Eles também foram destaque no documentário "Wake Up Screaming" sobre a Vans Warped Tour 2005. A banda jogou seu último show com o guitarrista Matt Sherwood em Auckland, na Nova Zelândia em 17 de março de 2007, com Mark Miller lhe substituindo.

## Membros
- Thomas Barnett - vocal
- Matt Smith - guitarra
- Garth Petrie - baixo
- Eric Kane - bateria

## Discografia
- Change is a Sound (2001)
- Exit English (2003)
- To Live in Discontent (2005)
- Dead FM (2006)
- Iron Front (2009)